# Cytaea guentheri
Cytaea guentheri är en spindelart som beskrevs av Tord Tamerlan Teodor Thorell 1895. Cytaea guentheri ingår i släktet Cytaea och familjen hoppspindlar. Inga underarter finns listade i Catalogue of Life.